# Erzbischöfliches Palais Bamberg
Das Erzbischöfliche Palais Bamberg (früher Curie Sancti Pauli, Domherrenhof Rotenhan bzw. Rotenhanpalais und von Guttenbergischer Domherrenhof) wurde von Johann Jakob Michael Küchel entworfen und um ca. 1769 gebaut. Es liegt an der Oberen Karolinenstraße 5 auf dem Bamberger Domberg. Heute ist das Gebäude ein Baudenkmal (Aktennummer D-4-61-000-1054) sowie der Sitz des Erzbischofs von Bamberg.

## Geschichte
Johann Jakob Michael Küchel entwarf das Gebäude als Domherrenhof Rotenhan vermutlich zwischen 1744 und 1748 für den Domherrn Lothar Franz Wilhelm von Rotenhan, umgesetzt wurden die Pläne aber erst in den späten 1760er Jahren. Da Rotenhan 1768 verstarb, lief der Bau zu dieser Zeit vermutlich bereits, die Fertigstellung erfolgte erst nach Küchels Tod 1769. 
Rotenhans Nachfolger als Domherren kamen aus dem Geschlecht von Guttenberg, weswegen das Gebäude dann von Guttenbergischer Domherrenhof genannt wurde.
Nach dem bayerischen Konkordat von 1817 wurde Bamberg der Sitz eines Erzbischofs. Da der erste Erzbischof Bambergs Joseph von Stubenberg aber nie nach Bamberg zog, wurde der Domherrenhof erst 1821 zum erzbischöflichen Palais umgewidmet. Derzeit residiert dort Erzbischof Herwig Gössl.

## Architektur

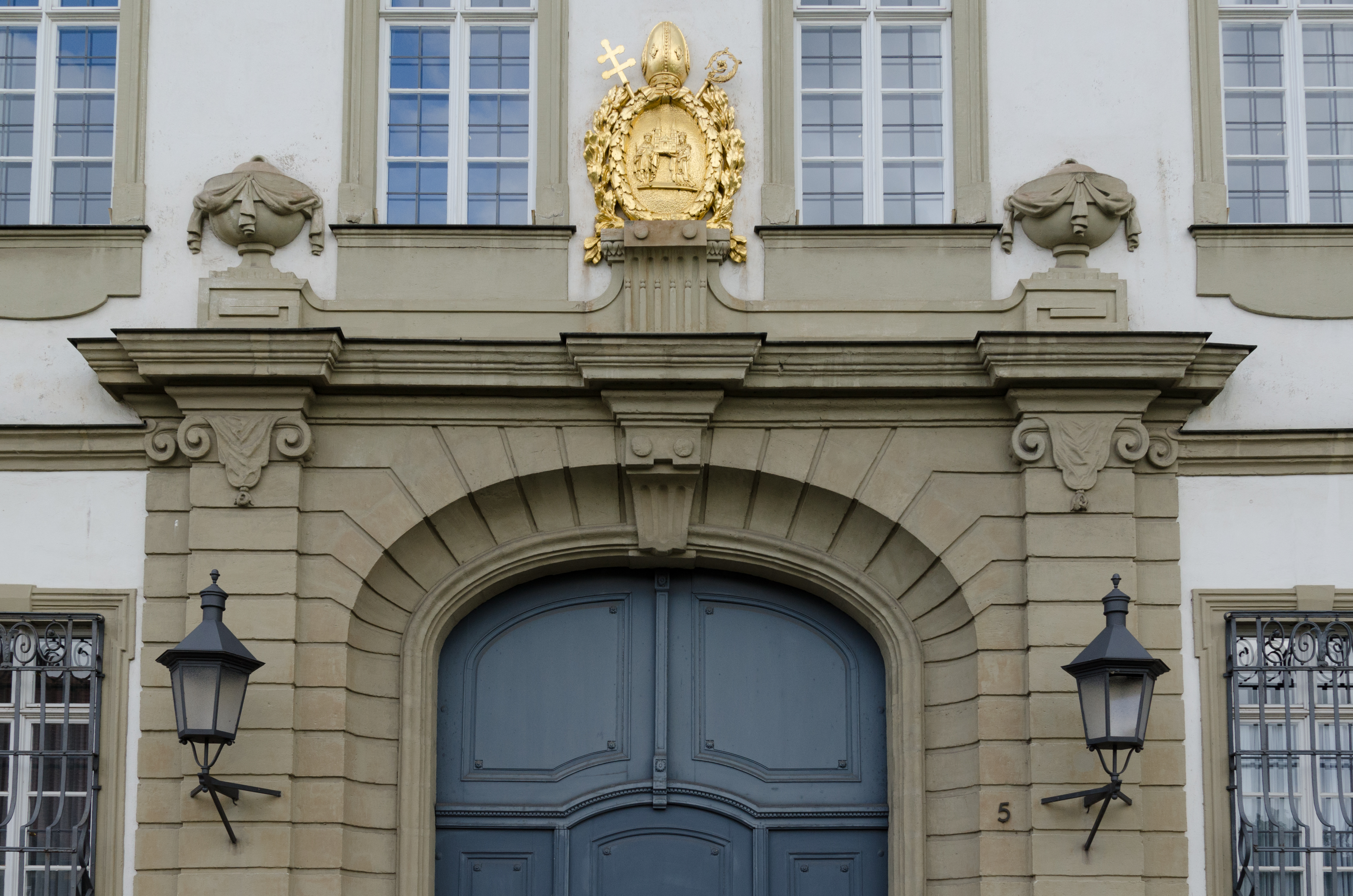
Das große Eingangsportal mit dem goldenen Wappen von Kaiser Heinrich II und Kunigunde von Luxemburg

Das Palais ist ein dreigeschossiger Mansarddachbau mit übergiebeltem Mittelrisalit und Lisenengliederung, die äußere Erscheinung ist die eines Adelspalais.
Nach Küchels Tod 1769 wurde das Gebäude im Zopfstil ausgeführt und ausgestattet. Die Hauptfassade ist in 12 Fensterachsen gegleidert, wobei die mittleren vier den Mittelrisalit aufnehmen. In dessen Sockelgeschoss befindet sich eine gerahmte, segmentbogenförmige Torfahrt, über der Vasen und das bischöfliche Wappen angebracht sind. Der Mittelrisalit wird seitlich durch zusätzliche Pilaster gerahmt und betont.
Auf dem Grundstück befindet sich ebenfalls die ehemalige Kutscherwohnung als Nebenbau. In der Zwischenkriegszeit wurde diese als Wohnung vermietet und genutzt.